# Nomioides subparviceps
Nomioides subparviceps är en biart som beskrevs av Pesenko 1983. Nomioides subparviceps ingår i släktet Nomioides och familjen vägbin. Inga underarter finns listade i Catalogue of Life.